# Senatori dell'Idaho
L'Idaho è entrato a far parte dell'Unione il 3 luglio 1890, ed i primi senatori sono stati eletti dal 18 dicembre 1890; elegge senatori di classe 2 e 3. Gli attuali senatori sono i repubblicani Mike Crapo e Jim Risch.
I senatori degli Stati Uniti vengono popolarmente eletti con mandati di sei anni che hanno inizio il 3 gennaio dell'anno successivo all'elezione, che si tiene il primo giovedì dopo il 1° novembre. Prima del 1914 i senatori dell'Idaho erano scelti ed eletti dal Parlamento dell'Idaho, e prima del 1935 i mandati iniziavano il 4 marzo. L'elezione popolare dei senatori fu approvata con il XVII emendamento della Costituzione degli Stati Uniti d'America, e divenne operativo dal 1913 dopo essere stato approvato da tre quarti degli stati, tra cui l'Idaho.

## Elenco

### Classe 2
| N.      | Foto    | Senatore           | Partito      | Carica           | Carica           | Congresso                                                                          | Mandati | Elezioni                                                        |
| N.      | Foto    | Senatore           | Partito      | Inizio           | Termine          | Congresso                                                                          | Mandati | Elezioni                                                        |
| ------- | ------- | ------------------ | ------------ | ---------------- | ---------------- | ---------------------------------------------------------------------------------- | ------- | --------------------------------------------------------------- |
| Vacante | Vacante | Vacante            | Vacante      | 3 luglio 1890    | 18 dicembre 1890 | 51                                                                                 |         |                                                                 |
| 1       |         | George Shoup       | Repubblicano | 18 dicembre 1890 | 3 marzo 1901     | 52 · 53 · 54 · 55 · 56                                                             | 1 1⁄2   | 1890 · 1895 Perse la rielezione                                 |
|         |         | Fred Dubois        | Democratico  | 4 marzo 1901     | 3 marzo 1907     | 57 · 58 · 59                                                                       | 1       | 1901 Perse la rielezione                                        |
| 3       |         | William Borah      | Repubblicano | 4 marzo 1907     | 19 gennaio 1940  | 60 · 61 · 62 · 63 · 64 · 65 · 66 · 67 · 68 · 69 · 70 · 71 · 72 · 73 · 74 · 75 · 76 | 5 1⁄2   | 1907 · 1913 · 1918 · 1924 · 1930 · 1936 Deceduto                |
| Vacante | Vacante | Vacante            | Vacante      | 19 gennaio 1940  | 27 gennaio 1940  | 76                                                                                 |         |                                                                 |
| 4       |         | John W. Thomas     | Repubblicano | 27 gennaio 1940  | 10 novembre 1945 | 76 · 77 · 78 · 79                                                                  | 1⁄2     | Eletto per terminare il mandato · 1942 Deceduto                 |
| Vacante | Vacante | Vacante            | Vacante      | 10 novembre 1945 | 17 novembre 1945 | 79                                                                                 |         |                                                                 |
| 5       |         | Charles C. Gossett | Democratico  | 17 novembre 1945 | 5 novembre 1946  | 79                                                                                 | 1⁄2     | Nominato per continuare il mandato Non ottenne la ricandidatura |
| 6       |         | Henry Dworshak     | Repubblicano | 5 novembre 1946  | 3 gennaio 1949   | 79 · 80                                                                            | 1⁄2     | Eletto per terminare il mandato Perse la rielezione             |
| 7       |         | Bert H. Miller     | Democratico  | 3 gennaio 1949   | 8 ottobre 1949   | 81                                                                                 | 1⁄2     | 1948 Deceduto                                                   |
| Vacante | Vacante | Vacante            | Vacante      | 8 ottobre 1949   | 14 ottobre 1949  | 81                                                                                 |         |                                                                 |
| 8       |         | Henry Dworshak     | Repubblicano | 14 ottobre 1949  | 23 luglio 1962   | 82 · 83 · 84 · 85 · 86 · 87                                                        | 1 1⁄2   | Eletto per terminare il mandato · 1954 · 1960 Deceduto          |
| Vacante | Vacante | Vacante            | Vacante      | 23 luglio 1962   | 6 agosto 1962    | 87                                                                                 |         |                                                                 |
| 9       |         | Len Jordan         | Repubblicano | 6 agosto 1962    | 3 gennaio 1973   | 87 · 88 · 89 · 90 · 91 · 92                                                        | 1 1⁄2   | Eletto per terminare il mandato · 1966 Non ricandidatosi        |
| 10      |         | Jim McClure        | Repubblicano | 3 gennaio 1973   | 3 gennaio 1991   | 93 · 94 · 95 · 96 · 97 · 98 · 99 · 100 · 101                                       | 3       | 1972 · 1978 · 1984 Non ricandidatosi                            |
| 11      |         | Larry Craig        | Repubblicano | 3 gennaio 1991   | 3 gennaio 2009   | 102 · 103 · 104 · 105 · 106 · 107 · 108 · 109 · 110                                | 3       | 1990 · 1996 · 2002 Non ricandidatosi                            |
| 12      |         | Jim Risch          | Repubblicano | 3 gennaio 2009   | in carica        | 111 · 112 · 113 · 114 · 115 · 116 · 117 · 118 · 119                                | 3       | 2008 · 2014 · 2020                                              |

### Classe 3
| N.       | Foto     | Senatore          | Partito      | Carica           | Carica           | Congresso                                                                               | Mandati | Elezioni                                                                             |
| N.       | Foto     | Senatore          | Partito      | Inizio           | Termine          | Congresso                                                                               | Mandati | Elezioni                                                                             |
| -------- | -------- | ----------------- | ------------ | ---------------- | ---------------- | --------------------------------------------------------------------------------------- | ------- | ------------------------------------------------------------------------------------ |
| Vacante  | Vacante  | Vacante           | Vacante      | 3 luglio 1890    | 18 dicembre 1890 | 51                                                                                      |         |                                                                                      |
| 1        |          | William McConnell | Repubblicano | 18 dicembre 1890 | 3 marzo 1891     | 51                                                                                      | 1⁄2     | 1890 Non ricandidatosi                                                               |
| 2        |          | Fred Dubois       | Repubblicano | 4 marzo 1891     | 3 marzo 1897     | 52 · 53 · 54                                                                            | 1       | 1890 Perse la rielezione                                                             |
| 3        |          | Henry Heitfeld    | Populista    | 4 marzo 1897     | 3 marzo 1903     | 55 · 56 · 57                                                                            | 1       | 1897 Non ricandidatosi                                                               |
| 4        |          | Weldon Heyburn    | Repubblicano | 4 marzo 1903     | 17 ottobre 1912  | 58 · 59 · 60 · 61 · 62                                                                  | 1⁄2     | 1903 · 1909 Deceduto                                                                 |
| Vacante< | Vacante< | Vacante<          | Vacante<     | 17 ottobre 1912  | 18 novembre 1912 | 62                                                                                      |         |                                                                                      |
| 5        |          | Kirtland Perky    | Democratico  | 18 novembre 1912 | 6 febbraio 1913  | 62                                                                                      | 1⁄2     | Nominato per continuare il mandato Perse l'elezione                                  |
| 6        |          | James Brady       | Repubblicano | 6 febbraio 1913  | 13 gennaio 1918  | 63 · 64 · 65                                                                            | 1⁄2     | Eletto per terminare il mandato · 1914 Deceduto                                      |
| Vacante  | Vacante  | Vacante           | Vacante      | 13 gennaio 1918  | 22 gennaio 1918  | 65                                                                                      |         |                                                                                      |
| 7        |          | John Nugent       | Democratico  | 22 gennaio 1918  | 14 gennaio 1921  | 65 · 66                                                                                 | 1⁄2     | Eletto per terminare il mandato Dimessosi per entrare nella Federal Trade Commission |
| 8        |          | Frank Gooding     | Repubblicano | 15 gennaio 1921  | 24 giugno 1928   | 66 · 67 · 68 · 69 · 70                                                                  | 1 1⁄2   | Nominato avendo già vinto l'elezione · 1920 · 1926 Deceduto                          |
| Vacante< | Vacante< | Vacante<          | Vacante<     | 24 giugno 1928   | 30 giugno 1928   | 70                                                                                      |         |                                                                                      |
| 9        |          | John W. Thomas    | Repubblicano | 30 giugno 1928   | 3 marzo 1933     | 70 · 71 · 72                                                                            | 1⁄2     | Eletto per terminare il mandato Perse la rielezione                                  |
| 10       |          | James Pope        | Democratico  | 4 marzo 1933     | 3 gennaio 1939   | 73 · 74 · 75                                                                            | 1       | 1932 Non ottenne la ricandidatura                                                    |
| 11       |          | D. Worth Clark    | Democratico  | 3 gennaio 1939   | 3 gennaio 1945   | 76 · 77 · 78                                                                            | 1       | 1938 Non ottenne la ricandidatura                                                    |
| 12       |          | Glen H. Taylor    | Democratico  | 3 gennaio 1945   | 3 gennaio 1951   | 79 · 80 · 81                                                                            | 1       | 1944 Non ottenne la ricandidatura                                                    |
| 13       |          | Herman Welker     | Repubblicano | 3 gennaio 1951   | 3 gennaio 1957   | 82 · 83 · 84                                                                            | 1       | 1950 Perse la rielezione                                                             |
| 14       |          | Frank Church      | Democratico  | 3 gennaio 1957   | 3 gennaio 1981   | 85 · 86 · 87 · 88 · 89 · 90 · 91 · 92 · 93 · 94 · 95 · 96                               | 4       | 1956 · 1962 · 1968 · 1974 Perse la rielezione                                        |
| 15       |          | Steve Symms       | Repubblicano | 3 gennaio 1981   | 3 gennaio 1993   | 97 · 98 · 99 · 100 · 101 · 102                                                          | 2       | 1980 · 1986 Non ricandidatosi                                                        |
| 16       |          | Dirk Kempthorne   | Repubblicano | 3 gennaio 1993   | 3 gennaio 1999   | 103 · 104 · 105                                                                         | 1       | 1992 Candidatosi a Governatore                                                       |
| 17       |          | Mike Crapo        | Repubblicano | 3 gennaio 1999   | in carica        | 106 · 107 · 108 · 109 · 110 · 111 · 112 · 113 · 114 · 115 · 116 · 117 · 118 · 119 · 120 | 5       | 1998 · 2004 · 2010 · 2016 · 2022                                                     |